# Giuseppe Sarchiani
Giuseppe Sarchiani (San Casciano in Val di Pesa, 21 décembre 1746 - Florence, 18 juin 1821) est un philologue italien.

## Biographie
Né en 1746 à San-Casciano, en Toscane.
Il commença ses études dans sa patrie et alla les achever à Florence. Il y apprit les mathématiques, la philosophie, et y recueillit les dernières leçons du célèbre helléniste Angelo Maria Ricci, dont il devait être le successeur.
Destiné au barreau, il suivit les cours de droit à l’université de Pise, où il fit la connaissance de Angelo Fabroni, qui le jugea digne d’être l’un des collaborateurs du Giornale de’ letterati.
Parmi les réformes opérées en Toscane par Léopold II, celle qui avait rapport à la liberté du commerce y fit éclore un grand nombre d’écrits. Ils furent provoqués par le grand-duc lui-même, qui avait déposé son projet au palais de la commune pour que chacun eût le droit de le lire et de l’examiner. Sarchiani publia sur cette question deux ouvrages conçus dans un remarquable esprit de sagesse.
Nommé professeur de littérature grecque et appelé ensuite à la chaire d’éloquence toscane, fondée par la république de Florence pour l’explication du Dante, il se montra à la hauteur de sa double et honorable tâche. Sous le nouveau gouvernement, ce professeur fut placé à la tête des archives diplomatiques de Florence, qu’il sut défendre contre les demandes réitérées de la commission qui dépouillait l’Italie au profit de la France.
Proclamé membre de l’Accademia della Crusca, il travaillait à rassembler des matériaux pour une nouvelle édition du vocabulaire de la langue italienne. Il fut aussi secrétaire de la société des Georgofili, pour laquelle il composa plusieurs éloges d’académiciens défunts, et à laquelle il légua en mourant le Traité inédit de l’art vétérinaire de Pelagonius, auteur latin, que, d’après le manuscrit unique de Politien, Sarchiani avait copié, corrigé et traduit en italien.
Il est mort le 18 juin 1821.

## Œuvres
- Ragionamenti sul commercio, arti e manifatture della Toscana, Florence, in-8° ;
- Memorie economico-politiche scritte dall’autore del ragionamento sul commercio arti e manifatture della Toscana, ibid. ;
- Trattato d’agricoltura di Soderini, ibid., 1811, in-4°. C’est la première partie d’un grand ouvrage de Giovan Vettorio Soderini, dont le manuscrit est conservé à la bibliothèque Magliabechiana, en quatre gros volumes in-folio; l’éditeur y a joint une savante préface, dans laquelle il rend compte de tout l’ouvrage.